# Куцка, Юрай
Ю́рай Ку́цка (словац. Juraj Kucka; род. 26 февраля 1987, Бойнице) — словацкий футболист, полузащитник словацкого клуба «Слован» Братислава и сборной Словакии. Участник чемпионата мира 2010 и трёх чемпионатов Европы (2016, 2020 и 2024).

## Карьера

### Клубная
Юрай Куцка, воспитанник клуба «Прьевидза», карьеру профессионального футболиста начал в клубе «Спорт Подбрежова». В 2007 году перешёл в более именитый клуб, став игроком «Ружомберока». В январе 2009 года перебрался в пражскую «Спарту», заключив с многократными чемпионами Чехии трёхлетний контракт.
2 января 2011 года Куцка перешёл в итальянский клуб «Дженоа». Сумма трансфера составила приблизительно 3 млн евро. В начале августа 2011 года «Дженоа» продал за 8 млн евро половину прав на Куцку миланскому «Интернационале». 31 августа 2011 года в рамках сделки между «Дженоа» и «Интером» по взаимному обмену игроками, подписал контракт с «nerrazurri» сроком до 30 июня 2016 года. При этом Куцка и Эмилиано Вивиано, который также стал частью данной сделки, в сезоне 2011/12 останутся играть в прежних клубах на правах аренды.
В августе 2015 года перешёл в «Милан».
7 июля 2017 года перешёл в «Трабзонспор». Сумма сделки составила 5 миллионов евро, зарплата Куцки 2,25 миллиона евро в год. Контракт был рассчитан до лета 2020 года.
15 января 2019 перешел в ФК «Парма», сумма трансфера составила € 4,76 млн.

### В сборной
В 2008 году Юрай Куцка, на счету которого уже был опыт выступлений за молодёжную сборную Словакии, впервые был вызван в основную национальную сборную. 19 ноября того же года дебютировал за сборную в матче с командой Лихтенштейна. В составе сборной участвовал в матчах Чемпионата Европы по футболу 2016 . Принял участие во всех матчах сборной на Чемпионате Европы 2020.

## Достижения
«Спарта»
- Чемпион Чехии: 2009/10
- Обладатель Суперкубка Чехии: 2010

«Милан»
- Обладатель Суперкубка Италии: 2016